# Gospodarka Narodowa. The Polish Journal of Economics
Gospodarka Narodowa. The Polish Journal of Economics – polskie czasopismo naukowe (kwartalnik), poświęcone aktualnym zagadnieniom ekonomii i polityki gospodarczej.

## Opis
„Gospodarka Narodowa. The Polish Journal of Economics” ukazuje się od 1931 r. (w latach 1931-1939 oraz 1990-2019 pod nazwą „Gospodarka Narodowa”, w latach 1946–1989 jako „Gospodarka Planowa”) i jest wydawana przez Kolegium Analiz Ekonomicznych Szkoły Głównej Handlowej w Warszawie. Od 2022 r. kwartalnik ukazuje się wyłącznie online.
Redaktorem naczelnym jest Jakub Growiec, zastępcą redaktora naczelnego Marek Gruszczyński, a sekretarzem redakcji – Michał Górka.
Zgodnie z wykazem Ministerstwa Nauki i Szkolnictwa Wyższego publikacjom naukowym w kwartalniku przyznawanych jest 70 punktów.